# Les Avirons
Les Avirons es una comuna francesa situada en el departamento de Reunión, de la región de Reunión. 
El gentilicio francés de sus habitantes es Avironnais y Avironnaises.

## Situación
La comuna está situada en el oeste de la isla de Reunión y su territorio lo conforman dos partes diferenciadas: La villa de Les Avirons, situada en la zona costera, y la villa de Le Tévelave, situada en la parte alta de la comuna.

## Demografía
| Gráfica de evolución demográfica de Les Avirons entre 1961 y 2013 |
|                                                                   |

Fuente: Insee

## Comunas limítrofes
| Noroeste: Saint-Leu    | Norte: Saint-Leu  | Noreste: Cilaos       |
| Oeste: Saint-Louis     |                   | Este: Saint-Louis     |
| Suroeste Océano Índico | Sur: L'Étang-Salé | Sureste: L'Étang-Salé |